# Big Fun (C. C. Catch-album)
A Big Fun C. C. Catch holland-német énekesnő negyedik stúdióalbuma. 1988-ban jelent meg a Hansa kiadónál. Az album platina helyezést ért el az eladások alapján, és a slágerlistákra is felkerült. Az albumról négy kislemez jelent meg 7" és 12" bakelit formátumban.

## Számlista
LP album
Dániai megjelenés (MEGA MRLP3129) 
1. Backseat of Your Cadillac - 3:24
2. Summer Kisses – 3:51
3. Are You Serious – 3:07
4. Night in Africa – 4:09
5. Heartbeat City – 3:38
6. Baby I Need Your Love – 3:03
7. Little by Little – 3:06
8. Nothing But a Heartache – 3:02
9. If I Feel Love – 3:42
10. Fire of Love – 3:00

## Slágerlista
| Slágerlista 1987 | Legmagasabb helyezés |
| ---------------- | -------------------- |
| Németország      | 7                    |
| Belgium          | 40                   |
| Jugoszlávia      | 22                   |

## Summer Kisses
A Summer Kisses C. C. Catch Big Fun című albumának második kislemeze. A dal slágerlistára nem került fel. A dal producere Dieter Bohlen volt.

### Számlista
7" kislemez
Német kiadás (Hansa 112 322)
1. Summer Kisses – 3:42
2. If I Feel Love – 3:43

12" maxi kislemez
Német kiadás (Hansa 612 322)
1. Summer Kisses – 6:10
2. If I Feel Love – 3:43
3. Summer Kisses (Radio Version) – 3:42

CD kislemez
1. Summer Kisses – 7:25
2. If I Feel Love – 3:43
3. Summer Kisses (Radio Version) – 3:42

## Baby I Need Your Love
A Baby I Need Your Love C. C. Catch 1989-ben megjelent kislemeze; a negyedik és egyben utolsó kislemez a Big Fun című albumról. A dal nem volt túl sikeres, így slágerlistára sem került fel. A dal producerei Dieter Bohlen és Louis Rodriguez voltak.

### Számlista
12" maxi kislemez
Német kiadás (Hansa 612 478)
1. Baby I Need Your Love (Long Version) – 4:46
2. Night in Africa – 4:11
3. Baby I Need Your Love – 3:05

7" kislemez
Spanyol kiadás (Hansa 112 478)
1. Baby I Need Your Love – 3:05
2. Night in Africa – 4:11

CD kislemez
1. Baby I Need Your Love (Long Version) – 4:46
2. Night in Africa – 4:11
3. Baby I Need Your Love – 3:05Jegyzetek  1. ↑  http://www.discogs.com/CC-Catch-Backseat-Of-Your-Cadillac/release/848954
  2. ↑  http://www.discogs.com/CC-Catch-Nothing-But-A-Heartache/release/1198472
  3. ↑  http://www.discogs.com/CC-Catch-Summer-Kisses/release/1384714
  4. ↑  http://www.discogs.com/CC-Catch-Summer-Kisses/release/1867433
  5. ↑  http://www.discogs.com/CC-Catch-Summer-Kisses/release/267919
  6. ↑  http://www.discogs.com/CC-Catch-Baby-I-Need-Your-Love/release/1198475
  7. ↑  http://www.discogs.com/CC-Catch-Baby-I-Need-Your-Love/release/1334962
  8. ↑  http://www.discogs.com/CC-Catch-Baby-I-Need-Your-Love/release/1188081

## Külső hivatkozások
- C. C. Catch hivatalos weboldala
- Megjelenések